# كهف غورهام
كهف غورهام (بالإنجليزية: Gorham's Cave)‏ هو كهف يقع ضمن أقاليم ما وراء البحار البريطانية في منطقة جبل طارق التابعة للتاج البريطاني. تم اكتشافه في عام 1907.